# Падіна-Матей
Падіна-Матей (рум. Padina Matei) — село у повіті Караш-Северін в Румунії. Входить до складу комуни Гирнік.
Село розташоване на відстані 346 км на захід від Бухареста, 61 км на південь від Решиці, 118 км на південь від Тімішоари.

## Населення
За даними перепису населення 2002 року у селі проживали 1009 осіб, усі — румуни. Усі жителі села рідною мовою назвали румунську.